# Batu Raja (Pondok Kubang)
Batu Raja is een bestuurslaag in het regentschap Bengkulu Tengah van de provincie Bengkulu, Indonesië. Batu Raja telt 638 inwoners (volkstelling 2010).